# Nicolas Born
Nicolas Born (właśc. Klaus Jürgen Born; ur. 31 grudnia 1937 w Duisburgu, zm. 7 grudnia 1979 w Lüchow-Dannenberg) – jeden z najbardziej istotnych i nowatorskich pisarzy i poetów niemieckich jego generacji.

## Życiorys
Born dorastał w miastach Emmerich am Rhein oraz w Essen, gdzie początkowo uczył się zawodu chemigrafa. Po pierwszych publikacjach w gazetach i czasopismach, dzięki wsparciu i pomocy pisarza niemieckiego Ernesta Meistera został zaproszony na Colloquium Literackie w Berlinie w latach 1964/1965, gdzie wraz z innymi autorami napisał między innymi powieść pt. „Dom noclegowy” („Das Gästehaus”) i recenzował literaturę dla gazet. W tzw. „kursie pisania prozy”, prowadzonym przez Waltera Hӧllerera i Hansa Wernera Richtera, młodzi, wówczas bliżej nieznani autorzy, tacy jak Hans Christoph Buch, Hermann Peter Piwitt i Peter Bichsel, chcieli odwrócić się przede wszystkim od zaszyfrowanego, metaforycznego języka roku 1950-go. W 1965 roku została wydana przez wydawnictwo Kiepenheuer & Witsch pierwsza powieść Nicolasa Borna pt. „Drugi dzień” („Der Zweite Tag“). W 1967 roku ukazał się pierwszy tomik poezji pt. „Sytuacja Rynkowa” („Marktlage”). Born wziął udział w Międzynarodowym Programie Pisania, którego organizatorem był Uniwersytet Lwowski (IWP – International Writing Program) i dzięki udziałowi w programie powrócił do pracy nad swoim drugim tomem poezji pt. „Urwanie głowy” („Wo mit der Kopf steht”) wraz z nowymi wpływami literatury amerykańskiej. W roku 1972 ukazał się jego najbardziej znany tomik poezji, wydany przez Wydawnictwo Rowohlt, pt. „Okiem odkrywcy” („Das Auge des Entdeckers”), w którym zestawia i konfrontuje ze sobą system urojeń rzeczywistości i utopijne momenty szczęścia. Po jego powrocie z Dolnej Saksonii, a dokładnie z Wendland, gdzie angażował się w walkę z planowanymi składowiskami odpadów atomowych oraz z procesem przetwarzania surowców wtórnych, Born napisał powieść pt. „Odwrócona od ziemni strona historii” („Die erdabgewandte Seite der Geschichte”), która w późniejszym czasie została okrzyknięta przez krytyków jako „wydarzenie”. W roku 1979 zdiagnozowano u Borna raka płuc, wskutek którego zmarł 7 grudnia 1979.
W roku 1981 powstał film pt. Fałszerstwo Volkera Schlöndorffa, na podstawie najbardziej znanej powieści Nicolasa Borna o takim samym tytule, która ukazała się krótko przed jego śmiercią. Powieść opowiada o historii reportera wojennego Georga Laschena, który przybywa do Bejrutu, stolicy Libanu, w celu relacjonowania wojny domowej, która od lat pustoszy kraj. 25 lat po śmierci Borna jego córka Katharina Born opublikowała na wiosnę 2004 roku wiersze z „Teki Pośmiertnej” w nowym wydaniu, w wydawnictwie Wallstein Verlag, które zostały wydane przez Akademię Nauki i Literatury w Moguncji (Mainzer Akademie der Wissenschaften und der Literatur).
Tom zajął zaszczytne pierwsze miejsce na liście najlepszych – SWR. W kolejnym roku tom został wyróżniony Nagrodą im. Petera Huchla, jako najbardziej interesująca nowość wydawnicza w dziedzinie liryki. W czerwcu 2007 roku również w wydawnictwie Mainzer Reihe, N.F. Wallstein Verlag ukazało się wydanie listów Nicolasa Borna. Zawierały one nie tylko pojedyncze listy do Güntera Grassa, Uwe Johnsona, Rolfa Dietera Brinkmanna, Ernsta Meistera, Alfreda Kolleritsch oraz Dietera Wellershoffa, ale również korespondencje z Peterem Handkem, która ukazała się również w czasopiśmie literackim „Schreibheft” oraz z Günterem Kunertem, Hermannem Peterem Piwittem, Jürgenem Theobaldym i Friedrichem Chsitianem Deliusem. Wydawcą i redaktorem jest po raz kolejny najmłodsza córka Borna Katherina Born, która troszczy się w imieniu wspólnoty spadkowej o opiekę nad spuścizną autora.
W roku 1999 pisarz niemiecki Alex Kahrs wraz z Christiane Beyer opublikowali księgę pamiątkową pt. „Technik geodeta” („Der Landvermesser), która przypominała o 20 rocznicy śmierci autora. „Fundacja Nicolasa Borna” („Nicolas-Born-Stiftung”), prowadzona przez Kahrsa wspiera literaturę oraz literaturoznawstwo w Wenland. Dla upamiętnienia życia i twórczości Nicolasa Borna zostały ufundowane dwie Nagrody im. Nicolasa Borna (Nicolas Born-Preise). Jego grób znajduje się w Damnatz, w powiecie Lücow- Dannenberg. Na grobie stoi rzeźba, wykonana przez rzeźbiarza Klausa Müller-Kluga. W Dannenbergu nad rzeką Elbą znajduje się szkoła im. Nicolasa Borna (die Nicolas-Born-Schule) i biblioteka nazwana również jego imieniem (Nicolas-Born-Bibliothek).

## Zaszczyty i odznaczenia
- 1964: Stypendium „pisania prozy” („Prosaschreiben” w Colloquium Literackim w Berlinie)
- 1965: Nagroda finansowa dla artystów i naukowców (Fӧrderpreis) kraju związkowego Nadrenii Północnej-Westfalii
- 1969/1970: Członek „Międzynarodowego Programu Pisania”, organizowany przez Uniwersytet Lwowski, USA
- Wielokrotny stypendysta Senatu Sztuki Berlińskiej
- 1972: Stypendium Berlińskiej Nagrody w Dziedzinie Sztuki
- 1972/1973: Pobyt w Villi Massimo w Rzymie
- 1977: Bremeńska Nagroda Literacka
- 1978/1979: Pisarz Miejski Bergen- Enkheim (Frankfurt nad Menem)
- 1979: Nagroda im. Reiner-Marii-Rilke w dziedzinie literatury
- 2005: Nagroda im. Petera Huchla (pośmiertnie)
- 2007: Nagroda Literacka Obszaru Ruhry (pośmiertnie)

Born był członkiem Niemieckiego Centrum P.E.N (czyli Niemieckiego Centrum Poetów, Eseistów i Nowelistów) (Deutschen P.E.N.-Zentrums), Akademii Nauki i Literatury w Moguncji (która wspierała wydanie tomiku poezji w roku 2004 oraz tomu listów w roku 2007), Niemieckiej Akademii Języka i Poezji w Darmstadt i od roku 1975 był członkiem jury w konkursie na nagrodę im Petrarki.

## Cytaty
„Muszę przyznać, że chciałem napisać piękne wiersze i kilka jest pięknych, ku mojemu wielkiemu zaskoczeniu”,
– Okiem odkrywcy
„Literatura ukazuje realność przy pomocy obrazów utopii jako okropnych niespodzianek, które są autentyczne.”
– Okiem odkrywcy
„A więc piszę to, ale mógłbym tego nigdy nie napisać, jak to było i jest, lecz muszę przeprowadzić brutalne zmiany i to uzyskać z fantazji, tak że ja sam będę mógł uwierzyć, że to, co znajduje się na piśmie, nie ma nic do czynienia z doświadczeniem. Ja nie odezwałem się do ciebie, czuję się z tym źle, nie czuję się źle nic a nic. Potajemnie rozkoszuję się również tym doświadczeniem, ponieważ ono mnie zmienia w sposób niejasny, oszałamiający, co nie jest dla mnie tak nieprzyjemne.”
– Z listu do Petera Handkego, Langendorf 4 kwietnia 1975
„Staję się coraz bardziej nerwowy, ponieważ nie udaje mi się właściwie zacząć wszystkiego od początku. Może brakuje tylko siły, żeby pójść głęboko w dół i żeby potrząsnąć własnymi fundamentami. Poza tym ciągle usiłuję pozbywać się podstawowego porozumienia. Ja autentycznie mam nieodparte wrażenie, że zanim coś znów może się rozpocząć, nie powinno się stawiać żadnych kamieni na sobie, ponieważ to wszystko ma w sobie swoisty spokój i samo zrozumienie w języku, tak, że ja natychmiast mam uczucie bezskuteczności, do tego stopnia, że mi z tym źle.”
– Z listu do Jürgena Theobaldego, Dannenberg, 6 lutego 1977
„My musimy nie tylko stawać się biedniejsi, ale musimy chcieć stawać się biedniejszymi. Bieda musi również być wtórnie podzielona, przy czym każdy wie, co jest koniecznością, ponieważ każdy sens i cel, który mamy w naszym życiu, pochodzi z doświadczenia biedy”.
– Mowa z okazji przyznania Bremeńskiej Nagrody Literackiej

## Utwory literackie
- „Drugi dzień” (Der zweite Tag). Powieść. Kiepenheuer & Witsch, Kolonia 1965.
- „Sytuacja rynkowa” (Marktlage). Wiersze. Kiepenheuer & Witsch, Kolonia 1967.
- „Urwanie głowy” (Wo mir der Kopf steht). Wiersze. Kiepenheuer & Witsch, Kolonia 1970.
- „Okiem okrywcy” (Das Auge des Entdeckers). Wiersze z rysunkami Dietera Masuhra. Rowohlt, Reinbek 1972.
- „Oton i Iton. Przygody w czwartym wymiarze” (Oton und Iton. Abenteuer in der vierten Dimension). Książki dla dzieci z rysunkami Dietera Masuhra. Rowohlt, Reinbek 1973.
- Wraz z Friedrichem Christianem Deliusem und Volkerem Törne: „Recepta na czas pokoju” (Rezepte für Friedenszeiten). Aufbau. Berlin/Weimar 1973.
- „Niewidoczna strona historii” (Die erdabgewandte Seite der Geschichte). Powieść. Rowohlt, Reinbek 1976.
- Wiersze 1967-1978 (Gedichte 1967–1978). Rowohlt, Reinbek 1978.
- „Fałszerwstwo” (Die Fälschung). Powieść. Rowohlt, Reinbek 1979.
- „Świat maszyn” (Die Welt der Maschine). Eseje i mowy, wydane przez Rolfa Haufsa. Rowohlt, Reinbek 1980.
- „Nicolas Born. Album poezji 167 (Nicolas Born. Poesiealbum 167). Wydawnictwo Neues Leben, Berlin (Wschód) 1981.
- „Szkice sprawcy” (Täterskizzen). Opowiadania. Rowohlt, Reinbek 1982
- „Pieśń, którą każdy zna” Ein Lied das jeder kennt.Wiersze. Berlin (Wschód): Wydawnictwo Volk und Welt, 1989.
- Wiersze wydane przez Petera Handkego. Suhrkamp, Frankfurt nad Menem. 1990.
- Wiersze. Krytyczne wydanie, wydane przez Katharine Born. Wallstein, Göttingen 2004.
- Listy 1959–1979. Krytyczne wydanie, wydane przez Katharine Born. Wallstein, Getynga 2007.
- „Autoportret” (Selbstbildnis (1967))

## Jako tłumacz
- Wong May: „Wannsee- wiersze” (Wannsee-Gedichte). Z języka angielskiego przetłumaczone przez Nicolasa Borna. LCB-Editionen, Berlin 1975.
- Kenneth Koch: „Dziękuje bardzo” (Vielen Dank). Wiersze i gry. Niemiecka wersja- Nicolas Born. Rowohlt, Reinbek 1976.

## Jako wydawca
- Magazyn literacki Rowohlt 3: „Fantazja władzy- literatura jako utopia” (Die Phantasie an die Macht – Literatur als Utopie) (1975)
- Magazyn literacki Rowohlt 6: „Literatura i nauka” (Die Literatur und die Wissenschaften) (1976; wraz z Heinzem Schlafferem)
- Magazyn literacki Rowohlt 7: „Literatura powojenna” (Nachkriegsliteratur) (1977; wraz z Jürgenem Mantheyem)
- Magazyn literacki Rowohlt 8: „Język największych braci” (Die Sprache des großen Bruders) (1977; wraz z Jürgenem Mantheyem)
- Magazyn literacki Rowohlt 9: „Nowy irracjonalizm” (Der neue Irrationalismus) (1978; razem z Jürgenem Mantheyem und Delfem Schmidtem)
- Magazyn literacki Rowohlt 10: „Wzory” (Vorbilder) (1979; razem z Jürgenem Mantheyem und Delfem Schmidtem)
- Magazyn literacki Rowohlt 11: „Pisanie lub literatura” (Schreiben oder Literatur) (1979; razem z Jürgenem Mantheyem und Delfem Schmidtem)
- Magazyn literacki Rowohlt 12, „Specjalny tom: Nietzsche” (Sonderband: Nietzsche) (1980; razem z Jürgenem Mantheyem und Delfem Schmidtem)

## Tłumaczenia na język polski
- „Niewidoczna strona historii” (Die erdabgewandte Seite der Geschichte). Powieść. Wydanie polskie 1988 rok, wydawnictwo Czytelnik, tłumaczenie Emilia Bielicka.